# Mariann Vestbøstad Marthinsen
Mariann Vestbøstad Marthinsen (* 9. September 1984 in Stord als Mariann Vestbøstad) ist eine ehemalige norwegische Behindertensportlerin in den Disziplinen Skilanglauf und Schwimmen.

## Leben
Mariann Vestbøstad wurde auf Stord geboren und wuchs in Fitjar auf. Nach einem Autounfall wurden ihr als Kleinkind das rechte Bein am Oberschenkel und Teile der rechten Hand amputiert. Nach Abschluss der Schule zog sie nach Bergen, studierte Sozialarbeit und arbeitete neben ihrer sportlichen Karriere in einem Kindergarten. Nach ihrer Hochzeit nahm sie den Nachnamen ihres Ehemannes an.

## Karriere

### Schwimmen
In Bergen startete Vestbøstad Marthinsen für den Schwimmverein Vestkantsvømmerne, dem unter anderem auch Alexander Dale Oen, den sie zu ihren Vorbildern zählte, angehörte. 2003 fing Marthinsen an, auf höherem Niveau im Paraschwimmen zu konkurrieren, und qualifizierte sich für die Sommer-Paralympics 2004 in Athen, wo sie an drei Wettbewerben teilnahm und jeweils das Finale erreichte. Bei den Weltmeisterschaften zwei Jahre später in Durban gewann sie die Silbermedaille im 100-Meter-Rückenschwimmen und erreichte das Finale in vier weiteren Wettbewerben. Höhepunkt ihrer Karriere als Schwimmerin war die Bronzemedaille im 100-Meter-Rückenschwimmen bei den Sommer-Paralympics 2008 in Bejing. Nach der Teilnahme an ihren dritten Sommer-Paralympics 2012 in London, wo sie einen vierten Platz in ihrer Paradedisziplin 100 Meter Rücken erreichte, beendete sie ihre aktive Schwimmkarriere und beschloss, sich von nun an ausschließlich auf den Skilanglauf zu spezialisieren. Im Lauf ihrer Schwimmkarriere stellte sie 17 Weltrekorde auf.

### Langlauf
2008 begann Vestbøstad Marthinsen, neben ihrer Karriere als Schwimmerin, auch im Skilanglauf zu konkurrieren, den sie bis dahin nur als Hobby betrieben hatte. Ihr erster Weltcupsieg gelang ihr schon zwei Jahre später im Februar 2010 in Oberried. Im selben Jahr nahm sie an den Winter-Paralympics 2010 in Vancouver teil, wo sie das Finale im 5- und 10-Kilometer-Rennen erreichte. Bei den Weltmeisterschaften 2011 in Chanty-Mansijsk gewann sie zwei Bronzemedaillen. Nachdem sie ihre Schwimmkarriere aufgegeben hatte, gewann sie zwölf weitere Weltcuprennen und den Gesamtweltcup im Langlauf 2012 und 2014. 2011 und 2013 kam sie jeweils auf den zweiten Rang. Zudem gewann sie zwei silberne und eine Bronzemedaille bei den Weltmeisterschaften 2013 im schwedischen Sollefteå.
Bei der Eröffnung der Winter-Paralympics 2014 in Sotschi war Marthinsen Fahnenträgerin der norwegischen Mannschaft bei der Eröffnungszeremonie. Diese Paralympics wurden ihr Karrierehöhepunkt mit einer Goldmedaille im 1-km-Langlaufsprint und einer Bronzemedaille in der Mixed-Staffel gemeinsam mit Nils-Erik Ulset und Eirik Bye. Beim 5-Kilometer-Langlaufrennen brach ihr Langlaufschlitten bei einer 2-Sekunden-Führung, so dass sie eine Medaille verpasste und am Ende auf dem 15. Platz ins Ziel kam.
Nach den Weltmeisterschaften 2015 in Cable, bei denen sie einen dritten Platz mit der Mixed-Staffel errang, beendete sie ihre aktive Skikarriere.

## Auszeichnungen
- 2006: Idrettsgallaen Parasportler des Jahres[5]
- 2013: Egebergs Ærespris
- 2014: Paralympischer Ehrenpreis der norwegischen Regierung[6]